# Karjalan Liitto
Karjalan Liitto (på dansk: Den karelske Forening) er en interesseorganisation for fordrevne karelere.
Foreningen blev stiftet i 1940 af karelske kommunalbestyrelser, sogne og lokale foreninger den 20. april 1940 straks efter Vinterkrigens afslutning. Krigen afsluttedes med Fredstraktaten i Moskva, som indebar, at 422.000 finske karelere mistede deres hjem.
Den vigtigste opgave for foreningen var oprindeligt at varetage de fordrevne kareleres interesser. I dag er foreningens vigtigste opgave at værne om den karelske kultur.
Foreningen har altid arbejdet for en fredelig tilbagelevering af Karelen til Finland.

## Eksterne links
- Karelske Forenings hjemmeside